# Васильцов, Владимир Константинович

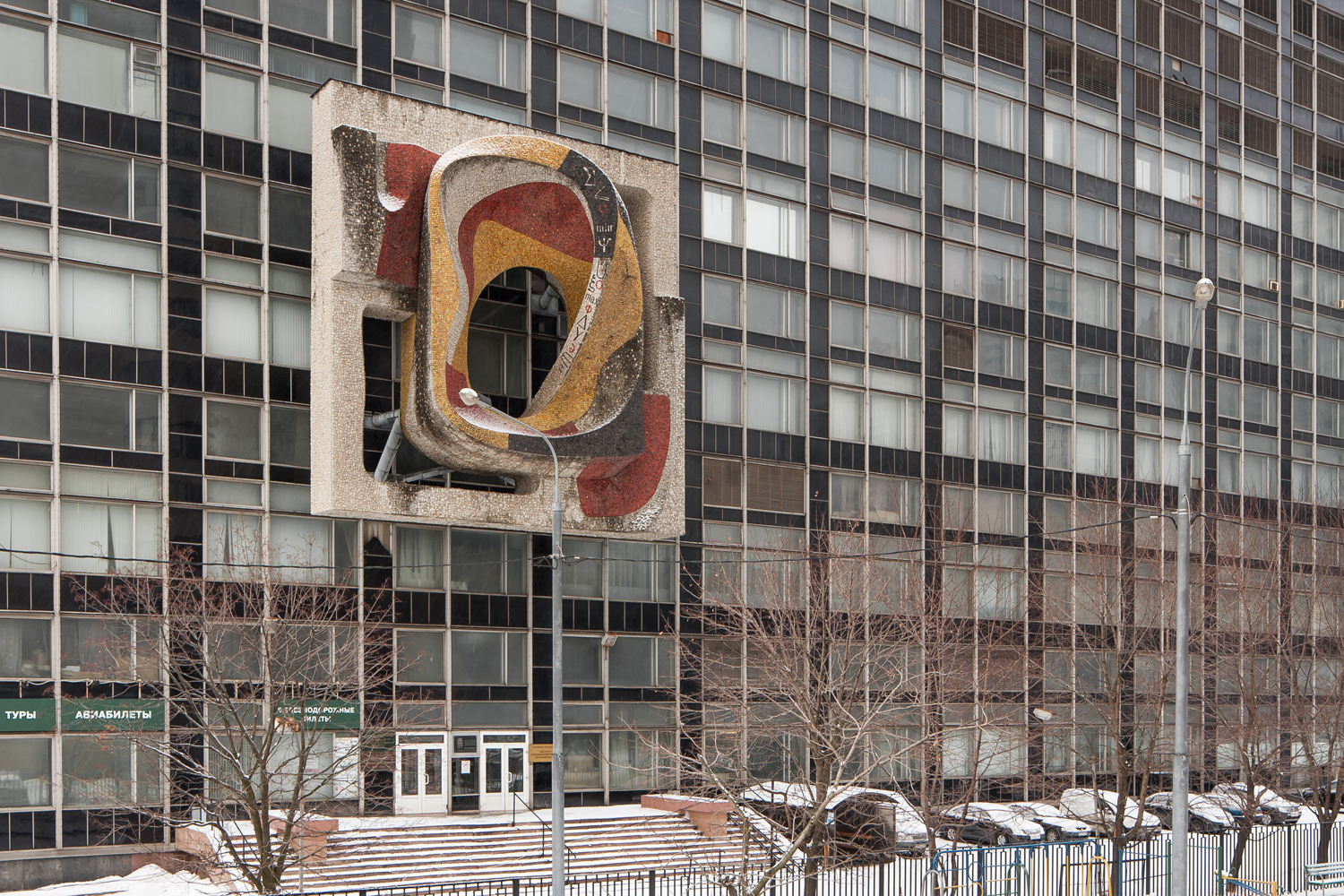
Горельеф «Лента Мебиуса» (римская мозаика) (ЦЭМИ АН СССР, Москва, 1976 г.)

Владимир Константинович Васильцов (28 мая 1932, Москва — 3 ноября 2008, Москва) — советский и российский художник-монументалист, живописец и график, народный художник РФ (2002). Лауреат Государственной премии СССР (1984).

## Биография
Родился 28 мая 1932 года в Москве.
В 1960 году — окончил Московский художественный институт имени В. И. Сурикова, мастерская А. А. Дейнеки.
В 1963 году — принят в Союз художников СССР.
Участник многих художественных выставок в стране и за рубежом.
Художник работал в области изобразительного искусства в различных материалах (акварель, масляная живопись, иллюстративная графика и др.), а также в материалах монументального искусства в архитектуре (римская мозаика, флорентийская мозаика, рельефы с мозаикой, витражи, маркетри, гобелены, роспись и др.)
Произведения находятся в Государственной Третьяковской галерее, в художественных музеях в Ярославле и Твери.
Умер в 2008 году. Похоронен на Пятницком кладбище.

## Семья
- отец жены, Александр Сергеевич Жарёнов (1907—1985) — художник театра и кино.
- жена, Элеонора Александровна Жарёнова (1932—2025) — советская и российская художница-монументалистка, живописец, педагог, академик РАХ (2012).
- дочь, Анастасия Владимировна Васильцова (род. 1964), российская художница, член-корреспондент РАХ (2021).
- внучка, Варвара Москвитина, художница.

## Творческая деятельность
Совместно с Э. А. Жарёновой создал ряд произведений, в том числе:
- Мозаика в интерьере станции обслуживания «Жигули» (Москва, 1975 г.);
- Гобелен «Ленин — наше знамя» в зале заседаний административного здания (Москва, 1982 г., Государственная премия СССР)
- Горельефы «Космос» и «Математика» (римская мозаика) в ЦНИИЭП (Калуга, 1971 г.)
- Рельефы «Вода и Солнце» (римская мозаика) (ДК Гидрострой, 1973 г.)
- Декоративные композиции из металла (Дворец Молодежи, Донецк, 1974 г.)
- Горельеф «Лента Мебиуса» (римская мозаика) (ЦЭМИ АН СССР, Москва, 1976 г.);
- «Времена года» — витраж в здании советского посольства в Марокко (Рабат, 1976 г.);
- «Архитектурные памятники СССР» — интарсия (Дели, Индия, 1982 г.);
- «Древняя история Москвы» — флорентийская мозаика (Москва, станция метро «Нагатинская», 1982—1984 г.),
- «Гербы древних городов» — флорентийская мозаика (Москва, Свято-Данилов монастырь, 1988 г.),
- «Самоцветы» — 12 витражей с металлическим рельефом (Москва, Арбат, 1986 г.),
- «Соборы Кремля» — флорентийская мозаика (Москва, гостиница «Палас Отель», 1992 г.) и др.

## Награды
- Государственная премия СССР в области литературы, искусства и архитектуры (совместно с Э. А. Жареновой, за 1984 год) — за гобелен «Ленин — наше знамя» в зале заседаний административного здания
- Народный художник Российской Федерации (2002)
- Заслуженный деятель искусств Российской Федерации (1992)
- Серебряная медаль Российской академии художеств (2004)